# Среки, Эрик
Эрик Среки (фр. Éric Srecki, р.2 июля 1964) — французский фехтовальщик-шпажист, двукратный олимпийский чемпион, многократный чемпион мира, 5-кратный чемпион Франции.

## Биография
Родился в 1964 году в Бетюне. На чемпионате мира 1987 года стал обладателем бронзовой медали. В 1988 году стал обладателем золотой медали Олимпийских игр в Сеуле в командном первенстве, а в личном зачёте стал 17-м. В 1990 и 1991 годах становился серебряным призёром чемпионата мира. В 1992 году завоевал золотую медаль Олимпийских игр в Барселоне. В 1993 году вновь стал серебряным призёром чемпионата мира. На чемпионате мира 1994 года стал обладателем золотой медали. В 1995 году завоевал золотую и серебряную медали чемпионата мира. В 1996 году стал обладателем бронзовой медали Олимпийских игр в Атланте в командном первенстве, а в личном зачёте стал 9-м. В 1997 году вновь стал чемпионом мира. В 1998 году завоевал серебряную медаль чемпионата мира и серебряную медаль чемпионата Европы. В 1999 году стал обладателем золотой медали чемпионата мира и серебряной медали чемпионата Европы. В 2000 году стал обладателем серебряной медали Олимпийских игр в Сиднее в командном первенстве, а в личном зачёте стал 7-м.